# モエジマシダ
モエジマシダ Pteris vittata は、日なたに生えるシダ植物の一つ。石垣などに見られる。

## 特徴
常緑性の草本。地下茎は短く斜めに立ち、葉を密につける。茎の鱗片は淡褐色で長さ5mm、幅は狭い。
葉柄は長さ20cm以下で、基部には鱗片を密につけて藁色から淡褐色になる。葉身は単羽状複葉で、頂羽片がはっきりと発達する。束右辺は先端に近いところのものが最も長く、葉身全体としては倒披針形。葉身の長さは10-80cm。羽辺は20対以上になり、線形でほぼ直線的、長さ6-15cm、幅は8-12mm、胞子嚢のない縁にはわずかに鋸歯が出ることがある。頂羽片は特に大きく、長さ20cm、幅10mmに達する。中軸は表面でややくぼみ、鱗片が付く。胞子嚢群は葉の縁沿いに長く付く。包膜の色は薄い。
和名の由来は鹿児島県桜島の北東にある燃島（新島）にちなむ。

## 分布と生育環境
本州南部、四国南部、九州から琉球列島に分布。国外では世界の熱帯・亜熱帯域に広く分布する。
比較的乾燥したところに生え、日向や人家の石垣などに出ることも多い。和歌山県白浜などでは古くから知られるが、自然分布かどうかは疑問である由。ギンシダなどと同様に、熱帯性で繁殖力の強いものであり、現在その分布域を広げつつあるものと考えられる。ただし今後どうなるかは予断を許さない。

## 利害
身近な雑草的な植物であるが、取りたてて邪魔にはならない。ヒ素を吸収し蓄積する特性が高く、汚染された土壌からのヒ素の除去に応用が可能であると考えられている。

## 分類
イノモトソウ属には多くの種があるが、日本では単羽状複葉で羽片が20対にもなるものは他にはなく、区別は容易。同様の生育環境では、そもそもシダの種が少ない。